# 유괴의 날
유괴의 날은 2023년 9월 13일부터 2023년 10월 25일까지 방영 되었던 대한민국의 ENA의 수목 드라마이다.

## 기획 의도
어설픈 유괴범과 11살 천재 소녀의 세상 특별한 공조를 담은 코믹 버디 스릴러

## 제작진

### 제작사
- 에이스토리

### 제작
- 이상백

### 극본
- 김제영 : ( 영화 《예의없는 것들》(조명부), 영화 《방울토마토》(제작부), 영화 《동행》(감독), 영화 《원더풀 라디오》(각본), 영화 《밤의 여왕》(각본&감독), 영화 《미쓰 와이프》(각본), 영화 《날, 보러와요》(갹색), 영화 《그래서 나는 안티팬과 결혼했다》(감독), 영화 《치즈인더트랩》(감독) 등 집필 및 연출 )

### 연출
- 박유영 : ( 영화 《간첩》(연출부), 영화 《점쟁이들》(연출부), 영화 《빅매치》(제 2 조감독), 영화 《내부자들》(조감독), 영화 《내부자들 : 디 오리지널》(조감독), 영화 《덕혜옹주》(조감독), 영화 《골든 슬럼버》(조감독), 드라마 《킹덤 시즌1》(조연출), 드라마 《좋아하면 울리는 시즌2》(B연출), 드라마 《모범가족》(B연출), 드라마 《군검사 도베르만》(조연출) 등 연출 )

## 등장인물

### 주요 인물
- 윤계상 : 김명준 역 (아역: 오승준) - 어설프고 마음 약한 초보 유괴범, 딸의 병원비를 마련하기 위해 유괴를 계획하다 뜻하지 않은 사건에 휘말려 살해 용의자로 쫓긴다. 혜은의 전 남편. 희애의 아빠.
- 박성훈 : 박상윤 역 - 김명준을 쫓고있는 강력팀 형사, 빠른 판단력과 냉철한 분석력으로 유괴 사건을 추적하던 중 새로운 진실과 뜻밖의 비밀을 마주하게 된다.
- 유나 : 최로희 역 - 기억을 잃은 11살 천재 소녀, 아이답지 않게 시니컬하고 기억을 잃었어도 비상한 두뇌는 그대로다. 자신을 아빠라고 주장하는 김명준이 의심스럽지만 기묘한 유대감으로 위기를 헤쳐 나간다. 진태의 딸.
- 김신록 : 서혜은 역 (아역: 민서영) - 김명준의 속을 알 수 없는 전처, 김명준의 곁을 홀연히 떠났다가 어느 날 갑자기 찾아와 최로희의 유괴를 제안한다. 희애의 엄마.

### 최진태 주변 인물
- 김상호 : 박철원 역 - 로희 아버지 최진태 원장의 집과 병원을 관리해온 보안업체 직원
- 서재희 : 모은선 역 - 로희 아버지 최진태 원장의 대학동문이자 신경외과 병원장
- 강영석 : 제이든 역 - 로희 아버지 최진태 원장에게 막대한 연구비를 지급한 해외 투자 총책임자
- 김동원 : 최호영 역
- 김성곤 : 최동억 역

### 김명준 주변 인물
- 최은우 : 김희애 역 - 명준과 혜은의 딸

### 최로희 주변 인물
- 전광진 : 최진태 역 - 로희의 아버지
- 고하 : 소진유 역
- 우지현 : 최택균 역

### 영인경찰서
- 정순원 : 채정만 역
- 이승훈 : 이창훈 역
- 이도환 : 김주혁 역
- 곽자형 : 팀장 역
- 미상 : 문호승 역

### 그 외 인물
- 송재룡 : 벙거지 남 역
- 이혜연 : 구옥분 역
- 공상아 : 익중 역
- 박진우 : 윤정도 역
- 김승훈 : 박정훈 역 - 사망한 최진태의 유족 변호를 담당하는 변호사
- 미상 : 반종섭 역
- 민경진 : 박기순 역
- 오만석 : 최동준 역
- 미상 : 최로희를 납치하려고 한 의문의 남자 역
- 김선우 : 장 형사 역

### 특별 출연
- 주현영 : 동그란컵스 기술직원 역 (10회)
- 김기두 : 흥신소 사장 역 (10회)
- 강하늘 : 리차드 최 역 (12회)
- 김영민 : 판사 역 (12회)

### 아역 배우
- 홍동영
- 최우록
- 박은별 : 별이 역 (8회)

## 시청률
최저 시청률과 최고 시청률은 시청률 조사회사와 지역별로 시청률에 차이가 있을 수 있습니다.
| 2023년 | 2023년    | 2023년             | 2023년         | 2023년       |
| 회차   | 방송일    | 부제 (서브 타이틀) | 닐슨 시청률    | 닐슨 시청률  |
| 회차   | 방송일    | 부제 (서브 타이틀) | 대한민국(전국) | 수도권(서울) |
| ------ | --------- | ------------------ | -------------- | ------------ |
| 1회    | 9월 13일  | 유괴               | 1.833%         | 1.840%       |
| 2회    | 9월 14일  | 누명               | 1.450%         | 1.445%       |
| 3회    | 9월 20일  | 공범               | 3.094%         | 2.713%       |
| 4회    | 9월 21일  | 괴물               | 3.605%         | 3.382%       |
| 5회    | 9월 27일  | 천재소녀           | 3.495%         | 3.452%       |
| 6회    | 9월 28일  | 협상               | 3.195%         | 3.548%       |
| 7회    | 10월 5일  | 프락치             | 3.955%         | 4.038%       |
| 8회    | 10월 11일 | 첫 번째 아이       | 4.144%         | 4.439%       |
| 9회    | 10월 12일 | 소녀               | 4.177%         | 4.258%       |
| 10회   | 10월 18일 | 반격               | 4.262%         | 4.345%       |
| 11회   | 10월 19일 | 스모킹건           | 4.269%         | 4.522%       |
| 12회   | 10월 25일 | 유괴의 날          | 5.245%         | 5.495%       |

## 결방 사유
- 2023년 10월 4일 : 제19회 항저우 아시안게임 남자축구 경기 여파로 결방.

## 수상 목록
- 2024년 제60회 백상예술대상 TV 부문 여자 신인연기상 (유나)

## 참고 사항
- 윤계상, 민경진은 영화 《범죄도시》 이후로 6년만에 재회하여 캐스팅 되었다.
- 극중 김명준과 서혜은 역을 맡고 있는 윤계상과 김신록은 같은 소속사 저스트 엔터테인먼트에 속해 있다.
- 유나는 5차에 걸친 대대적인 오디션을 통해 500대 1의 경쟁률을 뚫고 최로희 역에 최종 발탁되었다.